# Chiến hạm (phim 2012)
Chiến hạm (tiếng Anh: Battleship) là bộ phim về chủ đề chiến tranh hải quân, giả tưởng, do điện ảnh Mỹ sản xuất, Peter Berg đạo diễn, có sự tham gia của Taylor Kitsch, Alexander Skarsgård, Brooklyn Decker... Phim được đầu tư tới 250 triệu USD.
Lúc đầu, phim dự kiến được công chiếu vào năm 2011, nhưng sau đó lại được dời đến ngày 11 tháng 4 năm 2012 ở Anh. Ở Mỹ, phim được công chiếu vào ngày 18 tháng 5 năm 2012. Ở Việt Nam, phim được công chiếu vào ngày 13 tháng 4 năm 2012.

## Nội dung
Năm 2005, một hành tinh được gọi là "Hành tinh G" được phát hiện là khu vực có thể sống được với các điều kiện tương tự như Trái Đất. Một hệ thống được NASA xây dựng ở Oahu để gửi các đường truyền đến hành tinh G nhằm mục đích liên lạc với sự sống ngoài Trái Đất. Trong khi đó, Alex Hopper bị cảnh sát bắt khi tìm cách gây ấn tượng với Sam Shane, con gái của Đô đốc Terrance Shane. Chỉ huy Stone Hopper, anh trai của Alex, buộc anh phải gia nhập Hải quân Hoa Kỳ để cải thiện cuộc sống của anh.
Năm 2012, Alex và Sam thành một đôi yêu nhau. Alex là Trung úy trên tàu John Paul Jones trong khi Stone là sĩ quan chỉ huy của tàu Sampson, nhưng Alex có nguy cơ bị đuổi khỏi quân đội. Trong buổi diễn tập RIMPAC 2012, năm chiếc tàu bay của người ngoài hành tinh đã đến Trái Đất. Một tàu liên lạc của chúng va chạm với một vệ tinh khi vào bầu khí quyển và rơi xuống Hồng Kông khiến nhiều người thiệt mạng, bốn chiếc còn lại lao xuống vùng biển Hawaii. Ba tàu khu trục John Paul Jones, Sampson và Myōkō được cử đến điều tra. Một vùng từ trường tỏa ra bao quanh quần đảo Hawaii, cô lập ba tàu khu trục khỏi phần còn lại của thế giới. Ba tàu chiến của người ngoài hành tinh đã phá hủy tàu Sampson và Myōkō, giết chết Stone. Alex được làm chỉ huy tàu John Paul Jones, anh ra lệnh ngừng giao chiến để cứu những người sống sót từ tàu Myōkō, bao gồm Đại úy Yugi Nagata. Bọn ngoài hành tinh phóng những "bánh xe lửa" có sức công phá mãnh liệt vào Oahu, phá hủy nhiều cơ sở quân sự và đường dẫn lên núi.
Ở Oahu, Sam và cựu chiến binh Mick Canales đi dạo lên núi. Sau khi biết về sự hiện diện của người ngoài hành tinh, cả hai gặp nhà khoa học Cal Zapata, người làm việc tại trạm liên lạc và nói rằng quân địch đã chiếm trạm. Trên tàu John Paul Jones, những người lính bắt được một người ngoài hành tinh bị bất tỉnh. Những tên địch khác đến để đưa đồng đội chúng đi, một tên địch ở lại để phá hủy con tàu. Không thể giết tên địch bằng súng đạn bình thường, Alex lừa hắn ra trước nòng đại bác để Raikes bắn hắn tan xác. Những người lính kiểm tra mũ của tên địch thì biết được mắt của bọn ngoài hành tinh nhạy cảm với ánh sáng mặt trời. Sam, Mick và Zapata gọi cho tàu John Paul Jones để thông báo rằng quân địch tại trạm liên lạc đang thiết lập mạng viễn thông với hành tinh của chúng.
Ban đêm Nagata nghĩ ra ý tưởng sử dụng những cái phao cảnh báo sóng thần xung quanh Hawaii để xác định vị trí tàu quân địch mà không cần ra đa. Điều này giúp tàu John Paul Jones tiêu diệt được hai chiếc tàu địch. Những người lính lừa chiếc tàu địch thứ ba đến một vị trí có nhiều nắng khi mặt trời lên. Alex và Nagata dùng súng bắn tỉa bắn vào cửa sổ của tàu địch khiến quân địch bị lóa mắt bởi ánh nắng, sau đó tàu John Paul Jones đã phá hủy tàu địch thành công. Hai "bánh xe lửa" bay đến phá tan nát tàu John Paul Jones. Alex, Nagata và vài thủy thủ khác chạy thoát kịp thời bằng xuồng phao.
Những người lính quay về Trân Châu Cảng và quyết định sử dụng con tàu Missouri từ thời Thế chiến hai để tiếp tục chiến đấu, họ được những cựu chiến binh lớn tuổi giúp đỡ. Họ đối mặt với tàu mẹ khổng lồ của quân địch, bắn phá nó và dập tắt vùng từ trường, nhờ vậy Đô đốc Shane mới có thể cho máy bay đến ứng cứu. Sam, Mick và Zapata phá hoại mạng tại trạm liên lạc để câu giờ cho nhóm hải quân. Alex chọn quả đạn pháo mạnh nhất để bắn nổ trạm liên lạc khiến tàu Missouri không còn loại đạn nào đủ mạnh để kết liễu tàu mẹ của quân địch. Những "bánh xe lửa" được phóng về phía tàu Missouri nhưng chúng đã bị tiêu diệt bởi đội máy bay Boeing F/A-18, đội máy bay cũng ném bom tiêu diệt tàu mẹ của quân địch, chấm dứt sự đe dọa của người ngoài hành tinh. Tàu Missouri sau đó trở về Trân Châu Cảng.
Những người lính được khen ngợi vì sự dũng cảm của họ, Alex được lên chức Thiếu tá và được trao tặng huy chương Ngôi sao Bạc. Đô đốc Shane hứa rằng sẽ sớm có một con tàu cho Alex làm chỉ huy. Alex sau đó xin Đô đốc Shane cho anh cưới Sam. Đô đốc Shane bảo anh đi ăn trưa với ông để bàn về chuyện này. Trong phần cảnh hậu danh đề, ba người thiếu niên và một người đàn ông ở Scotland phát hiện một vật thể lạ bị rơi. Khi họ mở nó ra, một tên ngoài hành tinh bước ra khiến họ sợ hãi bỏ chạy.

## Diễn viên
- Taylor Kitsch trong vai Trung úy Alex Hopper, sỹ quan hải quân trên tàu USS John Paul Jones.
- Brooklyn Decker trong vai Sam Shane, chuyên gia vật lý trị liệu, vị hôn thê của Alex Hopper.
- Alexander Skarsgård trong vai Stone Hopper, anh trai của Alex, sỹ quan chỉ huy (đôi khi được gọi là Hạm trưởng) trên tàu USS Sampson.
- Rihanna trong vai Petty Officer (GM2) Raikes, bạn tốt của Alex, thủy thủ trên tàu USS John Paul Jones giữ vai trò chuyên gia vũ khí.
- Liam Neeson trong vai Đô đốc Shane, cấp trên của Stone và Alex Hopper, cha của Sam.
- Tadanobu Asano trong vai Đại úy Nagata giữ vị trí sỹ quan chỉ huy trên tàu Myōkō của Lực lượng Phòng vệ Biển Nhật Bản.

## Nhạc phim
| Battleship: Original Motion Picture Soundtrack | Battleship: Original Motion Picture Soundtrack | Battleship: Original Motion Picture Soundtrack |
| STT                                            | Nhan đề                                        | Thời lượng                                     |
| ---------------------------------------------- | ---------------------------------------------- | ---------------------------------------------- |
| 1.                                             | "First Transmission"                           | 3:19                                           |
| 2.                                             | "The Art of War"                               | 4:33                                           |
| 3.                                             | "Full Attack"                                  | 3:55                                           |
| 4.                                             | "You're Going to the Navy"                     | 1:04                                           |
| 5.                                             | "The Beacon Project"                           | 5:09                                           |
| 6.                                             | "Objects Make Impact"                          | 4:40                                           |
| 7.                                             | "First Contact, Part I"                        | 1:53                                           |
| 8.                                             | "First Contact, Part II"                       | 2:10                                           |
| 9.                                             | "It's Your Ship Now"                           | 4:05                                           |
| 10.                                            | "Shredders"                                    | 4:07                                           |
| 11.                                            | "Regents Are on the Mainland"                  | 2:44                                           |
| 12.                                            | "Trying to Communicate"                        | 3:17                                           |
| 13.                                            | "Water Displacement"                           | 2:20                                           |
| 14.                                            | "Buoy Grid Battle"                             | 3:05                                           |
| 15.                                            | "USS John Paul Jones"                          | 2:25                                           |
| 16.                                            | "We Have a Battleship"                         | 2:51                                           |
| 17.                                            | "Somebody's Gonna Kiss the Donkey"             | 4:35                                           |
| 18.                                            | "Super Battle" (Tom Morello)                   | 1:34                                           |
| 19.                                            | "Thug Fight" (họp tác với Tom Morello)         | 3:31                                           |
| 20.                                            | "Battle on Land and Sea"                       | 2:50                                           |
| 21.                                            | "Silver Star"                                  | 1:56                                           |
| 22.                                            | "The Aliens"                                   | 4:20                                           |
| 23.                                            | "Planet G"                                     | 4:01                                           |
| 24.                                            | "Hopper"                                       | 3:15                                           |